# Макака резус

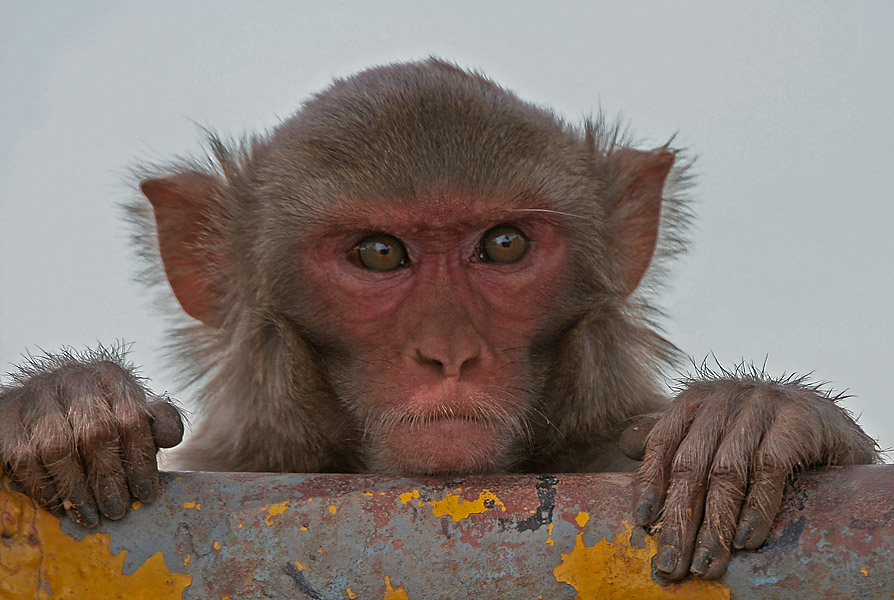
Макака-резус в заповіднику Індія

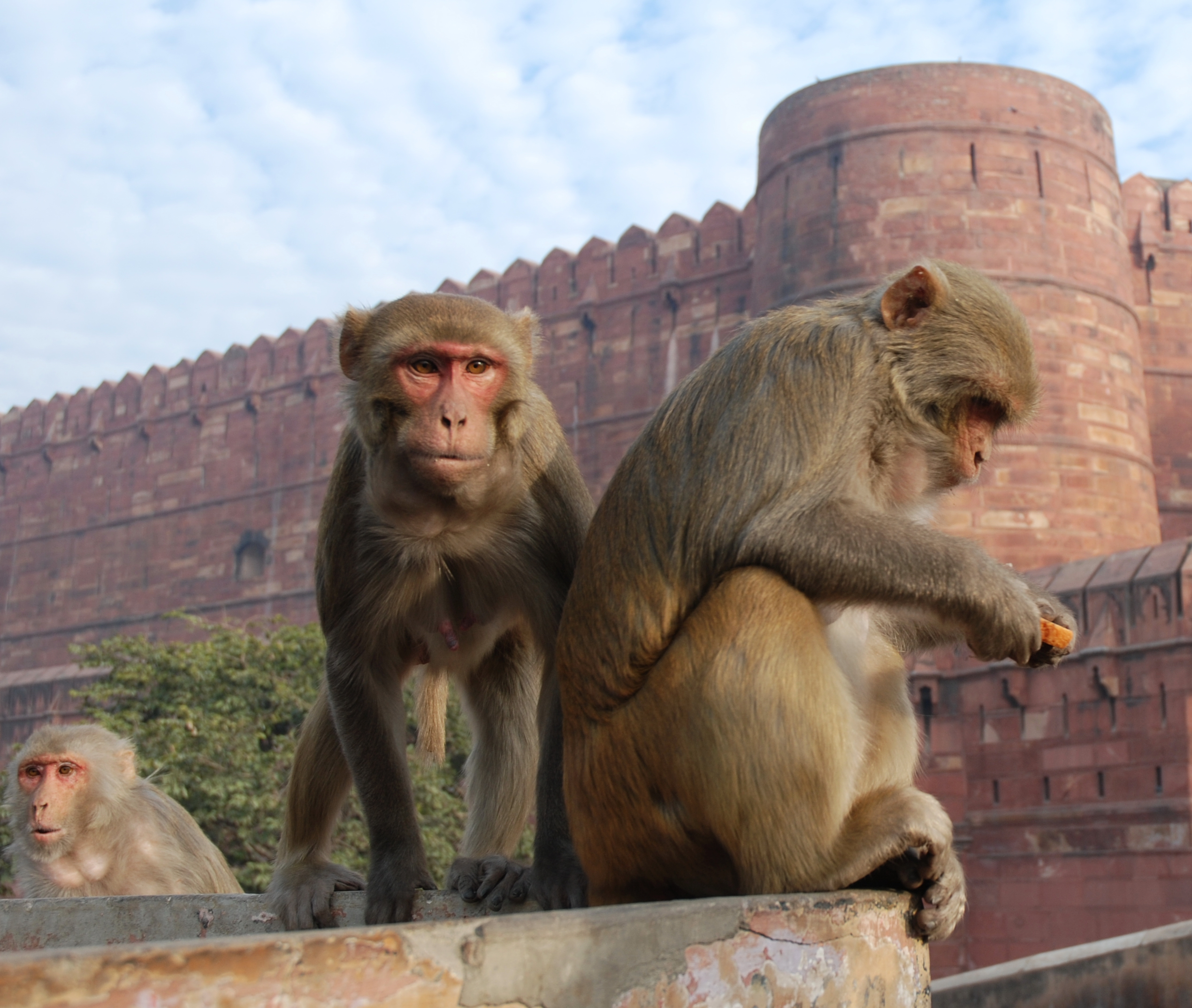
Макака-резус в Північній Індії

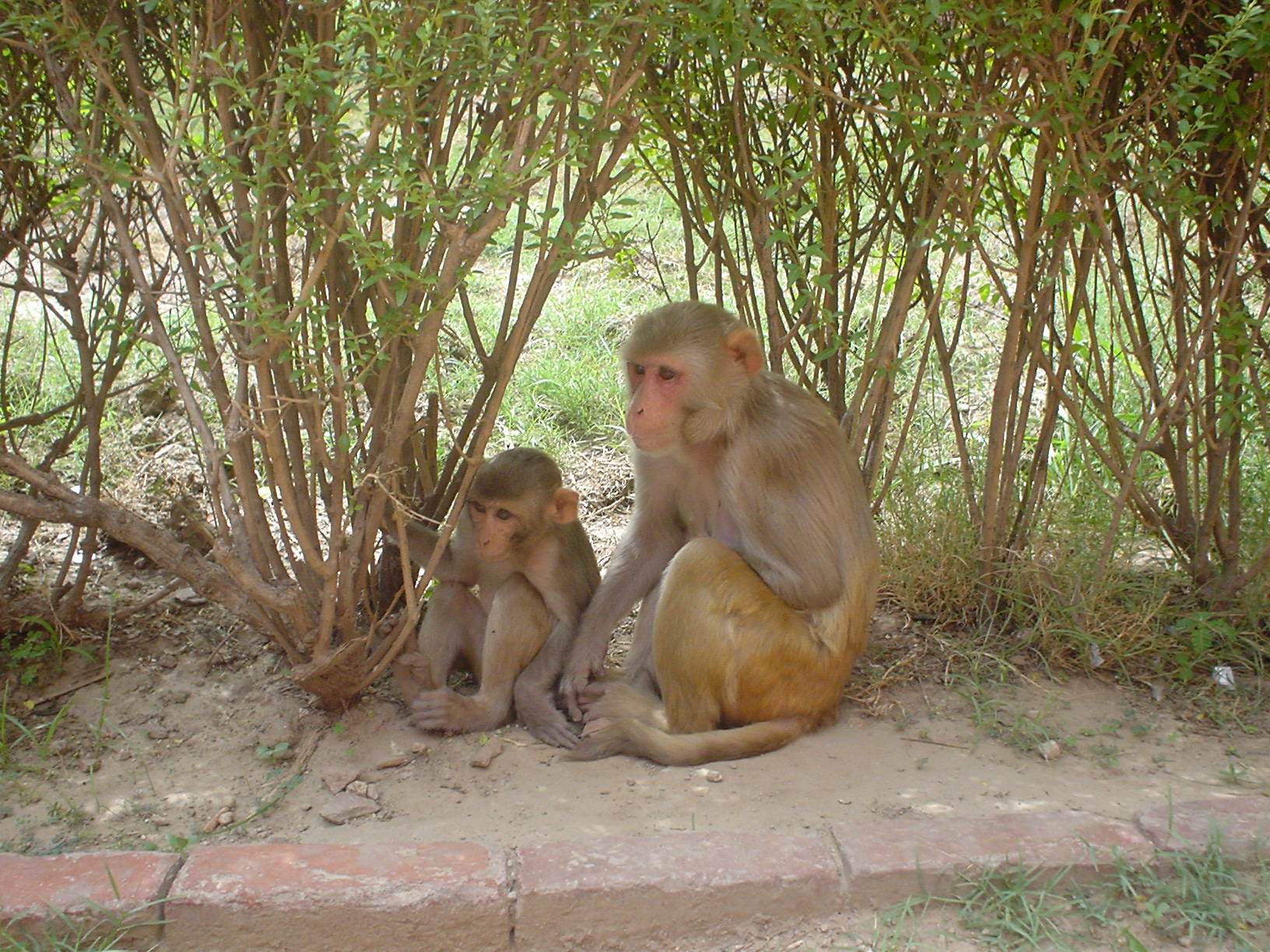
Макака-резус з дитиною

Макака-резус (лат. Macaca mulatta) - вид макак-резусів із сімейства макак сімейства резус-резус. Існує від шести до дев'яти визнаних підвидів, які поділені на дві групи: китайську та індійську. Зазвичай коричневого або сірого кольору, він має довжину 47-53 см (19-21 дюйм) з хвостом 20,7-22,9 см (8,1-9,0 дюйма) і важить 5,3-7,7 кг ( 12-17 фунтів). Він виростає в Південній, Центральній та Південно-Східній Азії і має найширший географічний ареал серед усіх нелюдиноподібних приматів, займаючи велику різноманітність висот і велику різноманітність середовищ існування, від луків до посушливих і вологих лісових районів, а також поблизу людських поселень.
Макака-резус веде денний, деревний та наземний спосіб життя. Він переважно травоїдний, в основному харчується фруктами, але також споживає насіння, коріння, бруньки, кору та злаки. Дослідження показують майже 100 різних видів рослин у його раціоні. Макаки-резуси є всеїдними універсалами і мають дуже різноманітну та гнучку дієту. Зі збільшенням антропогенних змін земель макаки-резуси еволюціонували поряд з інтенсивним та швидким порушенням навколишнього середовища, пов'язаним із людським сільським господарством та урбанізацією, що призвело до зміни пропорцій їх раціону. [4] Він також харчується безхребетними, п'є воду з струмків та річок і має спеціальні защічкові мішечки, де він може тимчасово зберігати їжу.
Як і інші макаки, макака-резус веде стадний спосіб життя, його зграї налічують від 20 до 200 особин. Соціальні групи є матрилінійними, тобто. ранг жінки визначається рангом її матері. Провели великі дослідження жіночої філопатрії, поширеної серед соціальних тварин, оскільки самки, зазвичай, не залишають соціальну групу. Макака-резус спілкується за допомогою різних виразів обличчя, вокалізацій, поз тіла та жестів. Вирази особи використовуються для заспокоєння чи перенаправлення агресії, затвердження домінування та загрози іншим людям, а вокалізації можуть бути зроблені для того, щоб попросити грумінг, а також під час руху чи загрозливих ситуаціях. Більшу частину дня він проводить за годуванням та відпочинком; Решта часу зайнята подорожами, доглядом за собою та іграми.
Завдяки своїй відносній простоті у догляді, широкій доступності та близькості до людини анатомічно та фізіологічно, вона широко використовується в медичних та біологічних дослідженнях з тем, пов'язаних зі здоров'ям людини та тварин. Вона сприяла багатьом науковим проривам, включаючи вакцини проти сказу, віспи та поліомієліту, а також антиретровірусні препарати для лікування ВІЛ/СНІДу. Макака-резус стала першим астронавтом-приматом у 1948 році, але померла під час польоту, а 14 червня 1949 року за нею пішов Альберт II, який став першим приматом та першим ссавцем у космосі. Він занесений до Червоного списку загрозливих видів МСОП як вид, що викликає найменші побоювання, у зв'язку з його широким розповсюдженням, передбачуваною великою популяцією та його толерантністю до широкого спектру середовища проживання.
Макаки-резуси, у великій кількості живуть навіть у містах. Лице, вуха і кисті блідо-м'ясного кольору. Резуси не бояться води, добре плавають і пірнають. Вагітність триває 164 дні, народжується 1 дитинча, якого мати годує до року. Мати ревно захищає своє дитинча. Статева зрілість настає в 4 роки. Найвідоміший з усіх видів макак. Міститься в багатьох віваріях як модельний об'єкт для медичних, етологічних та нейробіологічних досліджень.

## Етимологія
Назва «резус» нагадує про міфологічного царя Резуса Фракійського, другорядного персонажа «Іліади». Однак французький натураліст Жан-Батіст Одеберт, який застосував цю назву на вигляд, заявив: «Вона не має жодного значення». Макака-резус також відома у розмовній мові як «макака-резус».
Архаїчна назва макакі-резусу, що використовується в 19 столітті, — «брух».

## Таксономія
Згідно з першим описом Циммермана 1780, макака-резус поширена в східному Афганістані, Бангладеш, Бутані, на сході до долини Брахмапутри, долини Барак, а також на півострові Індія, Непал і північний Пакистан. Сьогодні він відомий як індійська макака-резус M. m. mulatta, яка включає морфологічно подібного M. rhesus villosus, описаного Трутом в 1894 році, з Кашміру, і M. m. mcmahoni, описаний Пококом в 1932 році з Кутаї, Пакистан. Декілька китайських підвидів макак-резусів були описані між 1867 і 1917 роками. Однак молекулярні відмінності, виявлені між популяціями, самі собою недостатньо послідовні, щоб остаточно визначити який-небудь підвид.
Китайський підвид можна розділити так:
- M. m. mulatta зустрічається у західному та центральному Китаї, на півдні провінції Юньнань та на південний захід від Гуансі;[7]
- M. m. lasiota (Gray, 1868), західнокитайська макака-резус, поширена на заході провінції Сичуань, північному заході провінції Юньнань та південному сході провінції Цинхай;[7] можливо, він є синонімом M. m. sanctijohannis (R. Swinhoe, 1867), якщо не M. m. mulatta.[6]
- M. m. tcheliensis (Milne-Edwards, 1870), північнокитайська макака-резус, мешкає на півночі провінції Хенань, на південь від провінції Шаньсі та поблизу Пекіна. Дехто вважає його зникаючим підвидом. [12] Інші вважають, що він, можливо, синонімом M. m. sanctijohannis, якщо не з M. m. mulatta.[6]
- M. m. vestita (Milne-Edwards, 1892), тибетська макака-резус, мешкає на південному сході Тибету, на північний захід від провінції Юньнань (Децін) і, можливо, включаючи Юйшу; [11] можливо, він є синонімом M. m. sanctijohannis, якщо не M. m. mulatta.[6]
- M. m. littoralis (Elliot, 1909), південнокитайська макака-резус, мешкає в провінціях Фуцзянь, Чжецзян, Аньхой, Цзянсі, Хунань, Хубей, Гуйчжоу, на північний захід від Гуандуна, на північ від Гуансі, на північ від Сичуані та на південь від Шеньсі; [11] можливо, він є синонімом M. m. sanctijohannis, якщо не M. m. mulatta.[6]
- M. m. brevicaudus, також званий Pithecus brevicaudus (Elliot, 1913), мешкає на островах Хайнань та Ваньшань у провінції Гуандун, а також на островах поблизу Гонконгу; [11] може бути синонімом M. m. mulatta.[6]
- M. m. siamica (Kloss, 1917), індокитайська макака-резус, поширена в М'янмі, на півночі Таїланду та В'єтнаму, в Лаосі та в китайських провінціях Аньхой, північний захід Гуансі, Гуйчжоу, Хубей, Хунань, центральна та східна Сичу, центральна Юньнань; можливо, синонім M. m. sanctijohannis, якщо не M. m. mulatta.[6]

## Опис
Макака-резус коричневого або сірого кольору і має рожеву мордочку, позбавлену хутра. Він має, в середньому, 50 хребців та широку грудну клітку. Його хвіст становить від 20,7 до 22,9 см (від 8,1 до 9,0 дюймів). Дорослі самці в середньому мають зріст близько 53 см (21 дюйм) і важать близько 7,7 кг (17 фунтів). Самки менше, в середньому 47 см (19 дюймів) у довжину та 5,3 кг (12 фунтів) у вазі.  Ставлення довжини рук до довжини ніг становить 89,6-94,3%.
Макака-резус має зубну формулу
2.1.2.3
2.1.2.3

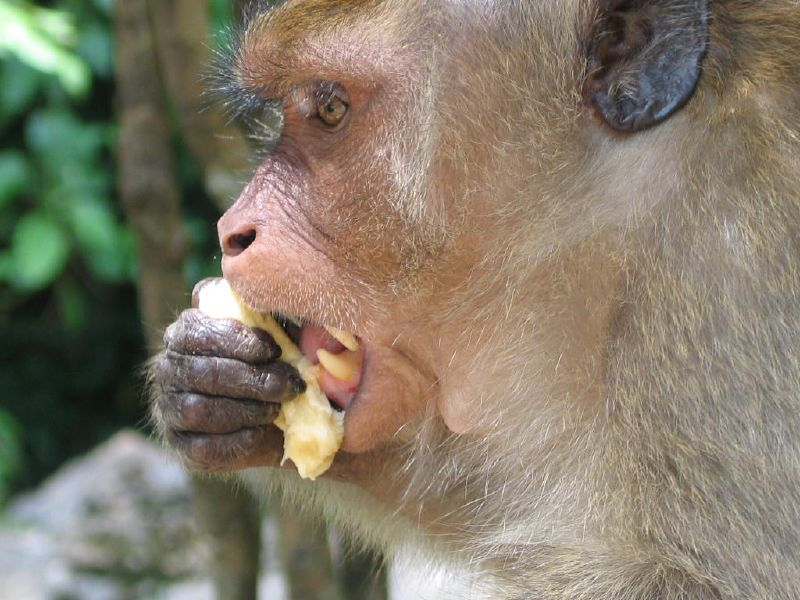
Макака Резус їсть банан

× 2 = 32 та білофодонтні корінні зуби. [16] Див.

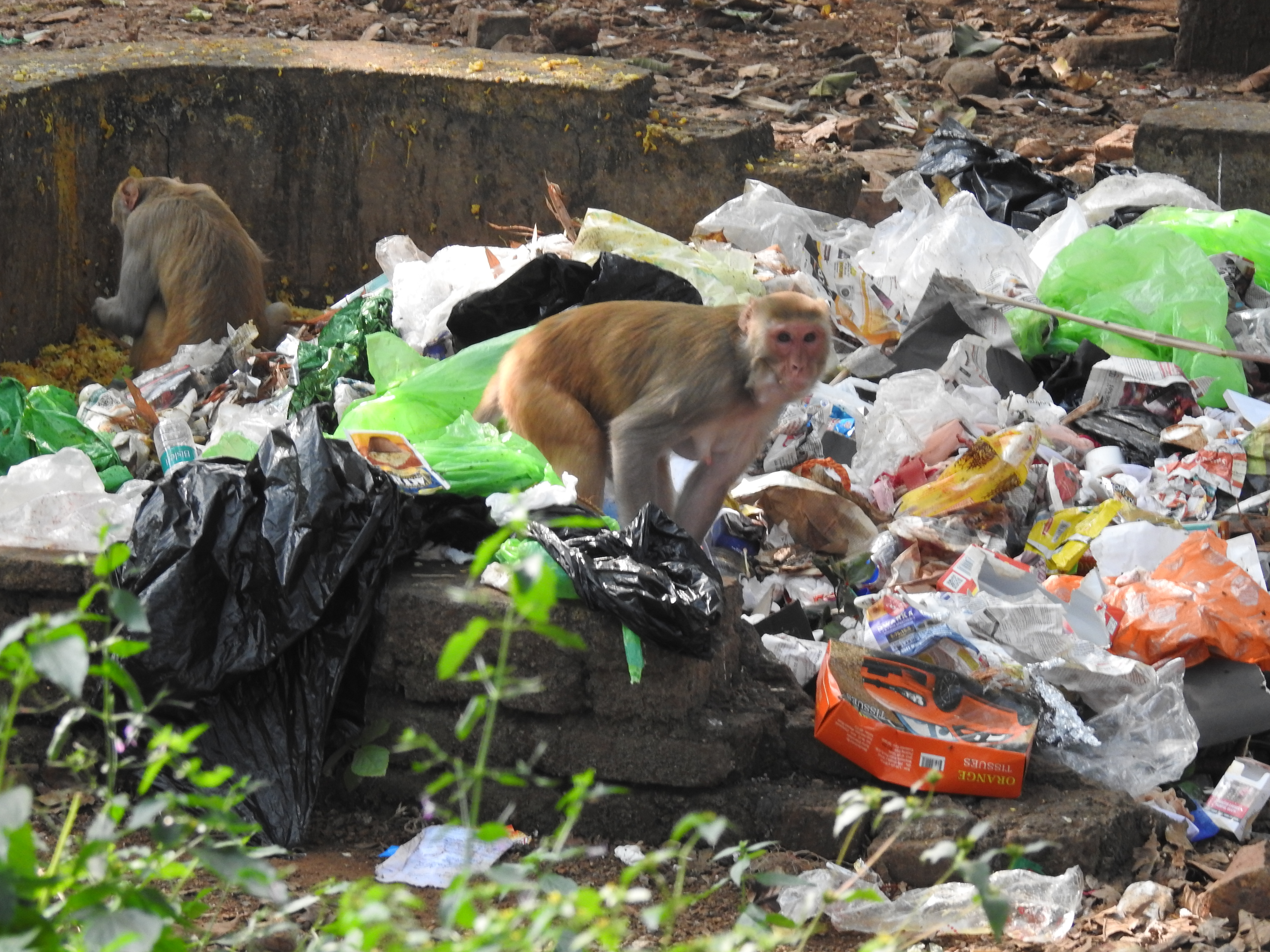
Макакі Резус розкрадають сміття

## Поширення та довкілля
Макаки-резуси мешкають в Індії, Бангладеш, Пакистані, Непалі, М'янмі, Таїланді, Афганістані, В'єтнамі, південному Китаї та деяких сусідніх районах. Вони мають найширший географічний ареал серед усіх нелюдиноподібних приматів, займаючи велику різноманітність висот по всій Центральній, Південній та Південно-Східній Азії. Обиті в посушливих, відкритих районах, макак-резуси можуть бути знайдені на луках, у лісах та у гірських районах на висоті до 2 м (500 футів). Вони сильні плавці [8] і можуть перепливати річки. [200] Макакі-резуси відомі своєю тенденцією переміщатися із сільської місцевості до міст, покладаючись на подачки або відмовляючись від людей. [17] Вони добре пристосовуються до людської присутності і утворюють більші загони у ландшафтах, де домінує людина, ніж у лісах. [18] Макаки-резуси живуть на ділянках лісу в сільськогосподарських районах, що дає їм доступ до місць проживання в агроекосистемах і дозволяє їм легко орієнтуватися в них. [19] Див.
Південна і північна межі розповсюдження макак-резусів і макак-чепчиків, відповідно, в даний час проходять паралельно один одному в західній частині Індії, розділені великим розривом у центрі та сходяться на східному узбережжі півострова, утворюючи зону перекриття розповсюдження. Ця область перекриття характеризується присутністю змішаних загонів, причому чисті загони обох видів іноді зустрічаються навіть у безпосередній близькості друг від друга. Розширення ареалу макак-резусів - природний процес в деяких районах і прямий наслідок інтродукції людиною в інших регіонах - створює серйозні наслідки для ендемічних і популяцій, що скорочуються, макак-чепчиків на півдні Індії.  Див.
Кумар та ін. (2013) дають зведення про розподіл популяції та довкілля в Індії. У ньому говориться, що макакі-резуси були помічені у всіх обстежених місцях проживання, за винятком напіввічнозелених лісів.  Див.

### Палеонтологічний літопис
Скам'янілі ізольовані зуби і фрагменти нижньої щелепи з печери Тяньюань і молода верхня щелепа з печери Ванглаопу недалеко від Чжоукоудяня являють собою першу визнану появу скам'янілостей макак-резусів на крайній півночі Китаю, і, таким чином, популяція тому, як вважають, походить від предків плейстоцену, а не була завезена людиною.  Копалини фрагменти нижньої щелепи з басейну річки Тедон навколо Пхеньяну, Північна Корея, також були віднесені до цього виду.  Див.

### Дикі колонії
Макаки-резуси також були завезені до інших районів, таких як Сполучені Штати, і стали дикими. Найбільш поширеною територією для випуску була Флорида, з іншими дикими популяціями в Пуерто-Рико та напівневільною колонією, створеною в Південній Кароліні.
Приблизно навесні 1938 року колонію макак-резусів було випущено в Сілвер-Спрінгс у Флориді та його околицях туроператором, відомим як «Полковник Туї», щоб поліпшити свій «Круїз за джунглями». Туї сподівався отримати вигоду з буму пригодницьких історій про джунглі в кіно та друкованих ЗМІ, купуючи мавп як атракціони під час свого річкового туру. Туї, мабуть, не знав, що макакі-резуси є майстерними плавцями, а це означає, що його первісний план ізолювати мавп на острові всередині річки не спрацював. Тим не менш, макаки залишилися в регіоні завдяки щоденним годівлям Туї та екскурсіям човнів. Згодом Туї випустив додаткових мавп, щоб поповнити генофонд та уникнути інбридингу. Традиційна історія про те, що мавпи були випущені для покращення декорацій у фільмах про Тарзан, які знімалися в цьому місці, є хибною, оскільки єдиний фільм про Тарзан, знятий у цьому районі, «Тарзан знаходить сина!» 1939 року, не містить макак-резусів.  Хоча це була перша заснована колонія і найтриваліша, відтоді інші колонії були засновані навмисно чи випадково. Населення Тайтусвілля, штат Флорида, було представлено в неіснуючому тематичному парку Tropical Wonderland, який, за збігом, свого часу був схвалений Джонні Вайсмюллером, який зображував Тарзана у вищезгаданих фільмах. Ця асоціація, можливо, сприяла помилковому уявленню про те, що мавпи були безпосередньо пов'язані з фільмами про Тарзана. Ця колонія або втекла, або була навмисно випущена на волю, блукаючи лісами цього району протягом десяти років. У 1980-х роках мисливець упіймав кілька мавп із популяції Тайтусвілля і випустив їх у районі Сілвер-Спрінгс, щоб приєднатися до цієї популяції. Останні друковані записи про мавп у районі Тайтусвілля з'явилися на початку 1990-х років, але спостереження продовжуються й досі.  Див.
Передбачається, що різні колонії макак-резусів є результатом руйнування зоопарків та парків дикої природи ураганами, насамперед ураганом Ендрю.  За оцінками 2020 року, у штаті проживає 550-600 макак-резусів;  За останнє десятиліття чиновники зловили понад 1 мавп. Більшість спійманих мавп дали позитивний результат на вірус герпесу В, що змушує чиновників з охорони дикої природи вважати тварин небезпечними для здоров'я населення.  З трьох видів мавп, які мали будь-яку тривалу присутність у Флориді, два інших - африканські мавпи-верветки та американські біличі мавпи, макаки-резуси прожили найдовше і є єдиними, які демонструють постійне зростання популяції. Вважається, що характер виду, універсальна дієта і більший розмір, що знижує ймовірність холодового стресу або нападу хижаків, є причинами їх успіху.
Незважаючи на ризики, макаки продовжують користуватися давньою підтримкою жителів Флориди, які категорично не погоджуються з їх вилученням. Колонія Сілвер-Спрінгс продовжує зростати в розмірах та ареалі, її часто можна побачити як на території парку, так і в прилеглому місті Окала, штат Флорида, та в сусідньому Національному лісі Окала.  Особи, ймовірно, що походять з цієї колонії, були помічені за сотні кілометрів, в Сент-Огастіні, штат Флорида, і Сент-Пітерсберг, штат Флорида. Один сумнозвісний чоловік на прізвисько «Таємнича мавпа з Тампа-Бей» роками уникав упіймання в районі затоки Тампа, надихнувши на пости в соціальних мережах та пісню, про яку було написано про це.  Див.
Колонії диких також є наслідком науково-дослідної діяльності. На острові Морган, одному з морських островів у низовині Південної Кароліни, є колонія макак-резусів. Вони були імпортовані у 1970-х роках для використання у місцевих лабораторіях.  Ще одна дослідна колонія була заснована Карибським центром дослідження приматів Університету Пуерто-Рико на острові Кайо-Сантьяго,  неподалік Пуерто-Рико. На острові немає хижаків, і людям не дозволяється висаджуватись на берег, окрім як у рамках дослідницької програми. Ще одна дослідницька колонія Пуерто-Рико була випущена до Національного заповідника дикої природи Десечео у 1966 році. Станом на 2022 рік Вони продовжують завдавати екологічних збитків, завдають шкоди сільськогосподарським культурам на суму 300 000 доларів США на рік і коштують 1 000 000 доларів США на рік.  Див.